# Tunjung (Kubutambahan)
Tunjung is een bestuurslaag in het regentschap Buleleng van de provincie Bali, Indonesië. Tunjung telt 3296 inwoners (volkstelling 2010).